# Blindaxel

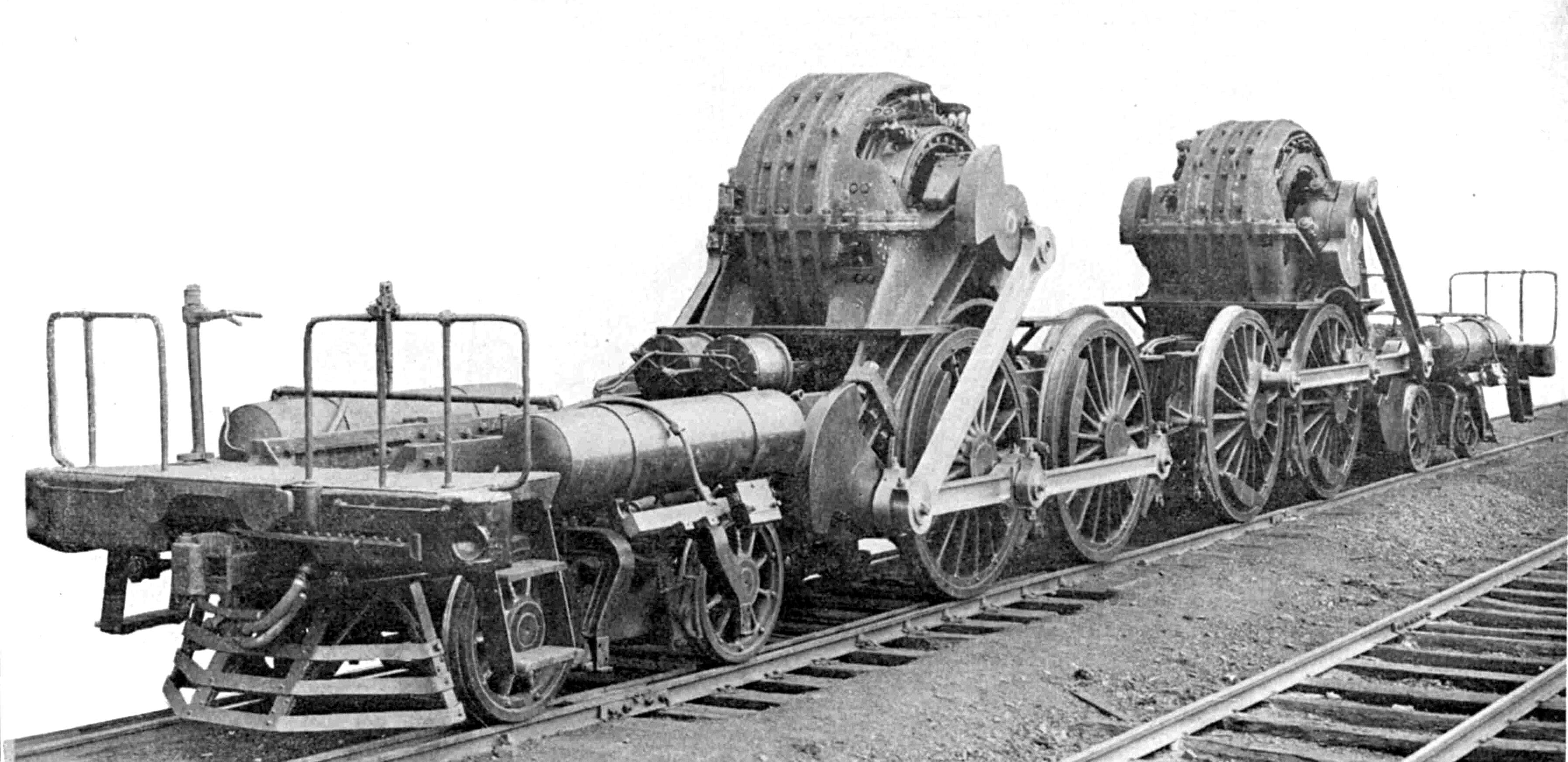
Drivmekaniken i ett amerikanskt ellok där blindaxlarna är kopplade med stänger direkt till motorerna.

Blindaxel är en drivaxel på ett lokomotiv, där ett mindre drivhjul, som inte når ned till rälsen och utgör fäste för koppelstänger (vevstakar) till riktiga drivhjulen.
På blindaxeln sitter en kuggväxel till traktionsmotorn. Syftet med blindaxeln är att slippa avfjädring av drivutrustningen. Blindaxlar var länge vanliga på ellok med koppelstänger och vissa typer av ånglok.